# Julie Debever
Julie Martine Debever (Marcq-en-Barœul, 18 aprile 1988) è un'ex calciatrice francese, di ruolo difensore.

## Carriera

### Club
Debever, che nasce e cresce con la famiglia a Marcq-en-Barœul, nei dintorni di Lilla, capoluogo dell'Alta Francia, si appassiona al calcio fin da giovanissima, iniziando a giocare nell'AMCS Comines,  all'età di 5-6 anni. Ricopre il ruolo di portiere della squadra, proseguendo l'attività fino al trasferimento della famiglia alla vicina La Chapelle-d'Armentières.
Nel 2002 si trasferisce all'Hénin-Beaumont, indossando la tenuta biancoverde della sua prima squadra interamente femminile, giocando inizialmente nelle sue formazioni giovanili dove ha completato la sua formazione come difensore. Viene aggregata alla prima squadra dalla stagione 2005-2006, giocando da titolare in Division 1 Féminine, livello di vertice del campionato francese femminile di calcio fin dalla 1ª giornata di campionato, debuttando, all'età di 17 anni, il 4 settembre 2005, nella pesante sconfitta casalinga per 7-0 con le campionesse in carica del Montpellier, e segnando la sua prima rete il successivo 30 ottobre, quella che in trasferta al 63' fissa il risultato sulla vittoria per 2-1 in trasferta sul La Roche-sur-Yon. Resta legata alla società fino alla stagione 2010-2011, condividendo con le compagne la migliore prestazione al termine del campionato 2008-2009, con l'Henin-Beaumont che chiude al 4º posto. A questa si aggiungono le prestazioni in Coppa di Francia dove raggiunge i quarti di finale in tre occasioni. Con quella maglia Debever raggiunge le 100 presenze in campionato alla 16ª giornata della stagione 2009-2010, nel pareggio 3-3 con lo Stade Briochin, lasciando la società nell'estate 2011 con un tabellino di oltre 130 presenze in D1 e 7 reti siglate.
Nell'estate 2011 si trasferisce al FCF Juvisy, tuttavia un grave infortunio, rottura dei legamenti crociati del ginocchio, la tiene distante dal terreno di gioco per gran parte della stagione, giocando sporadicamente dal gennaio 2012 e maturando solo 3 presenze in campionato e 2 in Coppa di Francia, festeggiando comunque con le compagne il 2º posto a 4 punti dall'Olympique Lione e l'accesso alla UEFA Women's Champions League 2012-2013.
L'opportunità di disputare la Champions League femminile sfuma per il suo trasferimento al Saint-Étienne, decisione presa per la migliore garanzia di scendere in campo. Nelle tre stagioni con il Saint-Étienne matura complessivamente 47 presenze in campionato, tutte in D1, siglando la sua prima rete con la nuova società il 20 gennaio 2013,  alla 14ª giornata della D1 2012-2013, aprendo le marcature nell'incontro vinto per 2-0 con l'Issy. Migliore prestazione in questo periodo fu la conquista della finale di Coppa di Francia, persa con l'Olympique Lione, al suo 5º titolo, con il risultato di 3-1.
Nel 2015 sottoscrive un contratto con il Guingamp, dove oltre ad essere irremovibile titolare del reparto offensivo indossa acne la fascia di capitano della squadra. Dopo aver ottenuto un diploma di educatore professionale, riesce con questo club a vivere esclusivamente con i proventi da calciatrice. resta legata alla società per quattro stagioni, tutte in D1, la migliore delle quali è la prima, chiusa al 5º posto nel campionato 2015-2016, maturando complessivamente 82 presenze in campionato e 8 in Coppa di Francia, e andando a rete con la maglia dell'EAG nell'ultima stagione disputata, la 2018-2019, sia in campionato, siglando la rete del pareggio con il PSG alla 22ª e ultima giornata, che in coppa, nella vittoria ai sedicesimi di finale con il Brest per 5-1.
Nell'estate 2019 decide di affrontare la sua prima esperienza all'estero, scegliendo il campionato italiano, sottoscrivendo un contratto con l'Inter, neopromossa in Serie A, giocando con la maglia numero 17 la stagione entrante. A disposizione del tecnico Attilio Sorbi, viene impiegata già dalla 1ª giornata di campionato, dove sigla anche la sua prima rete con la maglia nerazzurra, quella che recupera il primo svantaggio nell'incontro casalingo con l'Hellas Verona, partita poi conclusa 2-2. Debever resta legata alla società per due stagioni, la prima chiusa anzitempo a causa delle restrizioni conseguenti alla pandemia di COVID-19, con la squadra che chiude al 7º posto conquistando un'agevole salvezza, così come nella stagione 2020-2021, chiusa all'8º posto al di sotto delle aspettative, mitigate solo in parte con l'accesso alle semifinali di Coppa Italia e la promettente partita di andata vittoriosa con le rivali del Milan prima dell'eliminazione con la vittoria delle rossonere nel ritorno. Sorbi le concede poco spazio maturando, oltre le 5 di Coppa, solo 10 presenze in campionato.
Nel giugno 2021 decide di fare ritorno in Francia, firmando un contratto con il Fleury. Qui, sotto la guida tecnica di Fabrice Abriel, vi rimane due stagioni, nella prima scendendo in campo da titolare in tutti i 21 incontri di D1 giocati, realizzando anche 2 reti, trovando però poco spazio nella seconda, dove a uno scampolo a fine incontro alla 9ª giornata di campionato si aggiungono 3 presenze a fine stagione.
Nel giugno 2023, a 34 anni, in un'intervista sul suo coinvolgimento come candidato al programma televisivo Koh-Lanta annuncia anche il suo ritiro dal calcio giocato.

### Nazionale
Debever inizia ad essere convocata dalla Federazione calcistica della Francia (Fédération Française de Football - FFF) dal 2006, inserita in rosa con la formazione Under-19 impegnata nell'edizione di quell'anno del Torneo di La Manga e dove scende in campo in tutti i tre incontri giocati dal 13 al 17 marzo dalla sua nazionale, classificatasi al quarto posto.
Del 2009 è la prima sua convocazione nella nazionale maggiore, anche se sperimentale, dove il 25 giugno 2009 scende brevemente in campo nell'amichevole vinta 2-1 sulla Tunisia, poi deve aspettare altri 3 anni per giocare nella nazionale B che affronta il 3 aprile 2012, ancora in amichevole, la formazione del Giappone under 20 in occasione del tour di preparazione della squadra nipponica al Mondiale U-20 2012.
Nell'aprile 2018, a quasi trent'anni compiuti, Debever viene chiamata dalla selezionatrice Corinne Diacre a vestire la maglia della nazionale maggiore titolare che affronta, nelle amichevoli di preparazione al Mondiale femminile casalingo del 2019, le nazionali di Nigeria e Canada, tuttavia deve attendere il 5 ottobre di quello stesso anno per debuttare, da titolare, nell'incontro vinto per 2-0 sull'Australia.
Diacre le rinnova la fiducia inserendola nella lista delle 23 giocatrici convocate al Mondiale di Francia presentata il 2 maggio 2019.

## Vita privata
La sua compagna è l'ex calciatrice Regina Baresi.

## Statistiche

### Presenze e reti nei club
Statistiche (parziali) aggiornate al 18 agosto 2023.
| Stagione        | Squadra         | Campionato      | Campionato | Campionato | Coppe nazionali | Coppe nazionali | Coppe nazionali | Totale | Totale |
| Stagione        | Squadra         | Comp            | Pres       | Reti       | Comp            | Pres            | Reti            | Pres   | Reti   |
| --------------- | --------------- | --------------- | ---------- | ---------- | --------------- | --------------- | --------------- | ------ | ------ |
| 2015-2016       | Guingamp        | D1              | 17         | 0          | CF              | 2               | 0               | 19     | 0      |
| 2016-2017       | Guingamp        | D1              | 22         | 0          | CF              | 2               | 0               | 24     | 0      |
| 2017-2018       | Guingamp        | D1              | 22         | 0          | CF              | 2               | 0               | 24     | 0      |
| 2018-2019       | Guingamp        | D1              | 21         | 1          | CF              | 2               | 1               | 23     | 2      |
| Totale Guingamp | Totale Guingamp | Totale Guingamp | 82         | 1          |                 | 8               | 1               | 90     | 2      |
| 2019-2020       | Inter           | A               | 12         | 1          | CI              | 1               | 0               | 13     | 1      |
| 2020-2021       | Inter           | A               | 10         | 1          | CI              | 5               | 1               | 15     | 2      |
| Totale Inter    | Totale Inter    | Totale Inter    | 22         | 2          |                 | 6               | 1               | 28     | 3      |
| 2021-2022       | Fleury          | D1              | 21         | 2          | CF              | 2               | 0               | 23     | 2      |
| 2022-2023       | Fleury          | D1              | 4          | 0          | CF              | -               | -               | 4      | 0      |
| Totale Fleury   | Totale Fleury   | Totale Fleury   | 25         | 2          |                 | 2               | 0               | 27     | 2      |
| Totale carriera | Totale carriera | Totale carriera | .          | .          |                 | .               | .               | .      | .      |